# 袁國寧
袁國寧（1533年—1572年），原名國賓，字子清，號貞吾，江西南昌府豐城縣人，軍籍，明朝政治人物。

## 生平
嘉靖三十一年（1552年）壬子科江西鄉試第四十四名舉人，四十四年（1565年）中式乙丑科會試第一百四十二名，三甲第二名進士。通政司觀政，授大理寺評事，四十五年（1566年）四月升大理寺左寺副，隆慶三年（1569年）二月升大理寺左寺正，四年（1570年）九月出為承天府知府，六年（1572年）四月卒。

## 家族
曾祖袁欽恒，封南京刑部主事；祖父袁城，衢州府知府；父袁伯聰，鴻臚寺序班；叔父袁伯睿，太倉州知州。母聶氏（贈安人）；繼母王氏。弟袁國寀（庠生）。